# Château de Saint-Ouën-des-Toits
Pour les articles homonymes, voir Château de Saint-Ouen.
Le château de Saint-Ouën-des-Toits est un château situé à Saint-Ouën-des-Toits, sur la lisière de la région forestière située sur les confins de la Bretagne. C'était une des dix châtellenies du comté de Laval.

## Histoire
Il est construit sur les marches de Bretagne comme un grand nombre de châteaux. Sa position et ses fortifications étaient placées comme à l’avant—garde de la ville de Laval. Cette terre est livrée à la concurrence entre les seigneurs de Laval et les seigneurs de Mayenne.
En 1388, on y trouve un chastel et chastellenie. Aucun document antérieur à cette date n’en fait auparavant état. 
Les fiefs d'Entrammes s'étendaient en Saint-Germain-le-Fouilloux, Saint-Jean-sur-Mayenne, Montflours, et autres paroisses, et qui dépendaient primitivement de la châtellenie d'Entrammes, à laquelle des tailles étaient dues à la mi-août par les fiefs de Fouilloux, de Maritourne (Argentré), d'Orenge, de la Marche, de la Ragottière et de Beauvais. Guy XII de Laval acheta les fiefs d'Entrammes, et non la terre et châtellenie d'Entrammes, en 1408, de Jeanne de Mathefelon, avec les châtellenies de Saint-Ouen et de Juvigné. Guy XII de Laval acquiert le domaine en 1408. 
Lors de la guerre de Cent Ans, la garnison du château, sous la conduite de Guillaume d'Aubert et d’autres chevaliers, ne cesse de harceler les Anglais. En 1427, une troupe anglaise commandée par John Fastolf s’empare du château. Le château est inadapté pour Falstof et « n’estoit pas tenable ». Le château est démantelé. Le logis du château sera reconstruit après la guerre de Cent ans. 
Il reste de cette époque les ruines des remparts que l’on découvre depuis le sentier de promenade à Saint-Ouën-des-Toits.
Lors de la Grande charte de distraction en 1481, Olivier de la Chapelle, seigneur de Saint-Ouen, obtient de Guy XIV de Laval la réunion en un seul hommage lige de plusieurs seigneuries afin de réparer le préjudice que constitue la réunion au comté de Laval des seigneuries de Saint-Ouen et de Juvigné.  Ces chatellenies qui jusque-là étaient dans la mouvance d'Ernée, sera à l'avenir membre du comté de Laval. Les sujets tenant fiefs et arrière-fiefs, tant du comté de Laval que de la seigneurie de Saint-Ouën et Juvigné, ne pourront être mis en cause ailleurs que devant le sénéchal ou bailly du comte de Laval. Les appels ne seront plus portés devant le juge du Maine; mais directement au parlement de Paris. Les oppositions des officiers du Mans sont mises à néant.